# Saint-Barthélemy (Morbihan)
 Saint-Barthélemy  (en bretón Bartelame) es una población y comuna francesa, situada en la región de Bretaña, departamento de Morbihan, en el distrito de Pontivy y cantón de Baud.

## Demografía
| 1501 | 1375 | 1343 | 1188 | 1093 | 1050 |
| Para los censos de 1962 a 1999 la población legal corresponde a la población sin duplicidades (Fuente: INSEE [Consultar]) |      |      |      |      |      |